# Stephan Hehl
Stephan Hehl (* 1968) ist ein deutscher Schauspieler, Kabarettist und Autor.

## Leben
Ein Studium hat Stephan Hehl mit dem Magister der Germanistik abgeschlossen. Sein Hauptberuf ist Gebärdensprache-Dolmetscher. Seit 1994 ist er Mitglied im Kabarettensemble „Kabarett ohne Ulf“.

## Werk
- Vom Leibwinde verweht...
- Die spinnen da oben – eine göttliche Komödie